# Hirmuste (Hiiumaa)
Koordinaten: 58° 56′ N, 22° 8′ O
Hirmuste ist ein Dorf (estnisch küla) in der Landgemeinde Hiiumaa (2013 bis 2017: Landgemeinde Hiiu, davor Landgemeinde Kõrgessaare) auf der zweitgrößten estnischen Insel Hiiumaa (deutsch Dagö).

## Beschreibung und Geschichte
Hirmuste hat zwölf Einwohner (Stand 31. Dezember 2011). Der Ort liegt im Nordwesten der Halbinsel Kõpu (Kõpu poolsaar) unweit der Ostseestrände.
Der Ort wurde erstmals 1565 als Einfüßlerstelle erwähnt. Als Eigentümer werden Hinrich und Bengtt Harmanson genannt, auf die das Toponym wohl zurückgeht. 1576 heißt der Ort Hermeste, 1599 Hermista, 1798 Hirmust. Die Volksetymologie übersetzt den Namen des Dorfes Hirmuste küla freilich wörtlich mit „Schreckensdorf“.
Bei dem Ort liegt das 2005 ins Leben gerufene Schutzgebiet Hirmuste (Hirmuste hoiuala). Es hat eine Fläche von 38,3 Hektar. Das Gebiet dient dem Schutz der gefährdeten Flora, vor allem Wiesen-Fuchsschwanz und Wacholder.